# 45492 Slawomirbreiter
45492 Slawomirbreiter este o planetă minoră (asteroid), cu un diametru de 3,23 km, din centura de asteroizi. A fost descoperită pe 7 ianuarie 2000 la Stația Anderson Mesa de Lowell Observatory Near-Earth-Object Search și a fost numită după Sławomir Breiter⁠(d). 
Obiectul prezintă o orbită caracterizată de o semiaxă mare de 2,6438681461604 UAi, o excentricitate de 0,12233134531428, o înclinație de 14,857155733379 ° în raport cu ecliptica.